# Happily Divorced
Happily Divorced es una serie de televisión de comedia de situación estadounidense, creada por Fran Drescher y Peter Marc Jacobson, y protagonizada por la misma Drescher, que se emite originalmente desde el 15 de junio de 2011 en la cadena de televisión estadounidense TV Land.  Es la tercera serie de televisión producido por TV Land, después de Hot in Cleveland y Retired at 35. El dato que más llama la atención de la serie es que la trama fue inspirada, precisamente, en la última etapa de la relación entre Drescher y Jacobson (incluso, los personajes usan su nombre de pila).

## Trama
Drescher interpreta el papel de una florista de Los Ángeles cuyo marido un día le confiesa que cree ser gay. Ninguno de los dos puede permitirse mudarse y después del divorcio todavía viven juntos en su casa - en la mayoría de los casos pacíficamente. Mientras Fran intenta manejar esa situación difícil, quiere saltar en el "Dating-Pool" otra vez y encontrar el nuevo gran amor.

## Elenco

### Personajes principales
| Personaje | Actor/Actriz         | Papel                                  |
| --------- | -------------------- | -------------------------------------- |
| Fran      | Fran Drescher        | una florista de Los Ángeles            |
| Peter     | John Michael Higgins | un agente inmobiliaro y marido de Fran |
| Judi      | Tichina Arnold       | la mejor amiga de Fran                 |
| César     | Valente Rodriguez    | un empleado de Fran de México          |
| Dori      | Rita Moreno          | la madre de Fran                       |
| Glen      | Robert Walden        | el padre de Fran                       |
| Elliot    | Donald W. Muffett    | una cita de Fran                       |

### Actuaciones especiales

#### Personajes de la sitcomThe Nanny
| Personaje        | Actor/Actriz        | Papel                      | Episodio  |
| ---------------- | ------------------- | -------------------------- | --------- |
| Marilyn          | Renée Taylor        | una vecina y amiga de Dori | 1-08 (08) |
| Gregory Sherwood | Charles Shaughnessy | un autor popular           | 1-10 (10) |

#### Otros personajes
| Personaje | Actor/Actriz         | Papel                                | Episodio  |
| --------- | -------------------- | ------------------------------------ | --------- |
| Robert    | Ian Ziering          | el director de un grupo de autoayuda | 1-05 (05) |
| David     | Lou Diamond Phillips | una cita de Judi                     | 1-08 (08) |
| Marc      | Robert Gant          | una cita de Paul                     | 1-08 (08) |
| Jill      | Morgan Fairchild     | la archienemiga de Fran              | 2-01 (11) |

## Desarrollo y producción
Happily Divorced está inspirado en las vidas reales de los creadores Fran Drescher y Peter Marc Jacobson. Los dos fueron pareja en el instituto y se casaron en 1978. En 1999 se divorciaron. Posteriormente Jacobson le revela a Drescher su preferencia, pero quedan como muy buenos amigos. En 2010 el par, que ya han trabajado juntos en la sitcom taquillera The Nanny, empezaron a crear la nueva serie con sus experiencias vitales como basamento. Originalmente Drescher planeó solamente escribir y producir Happily Divorced, pero finalmente se decidió a encarnar el papel principal. En el noviembre de 2010, TV Land consintió para un episodio piloto. El 21 de marzo de 2011 la cadena proclamó producir una primera temporada con 10 episodios. El Show es grabado en los CBS Radford Studios en el "Studio City" cerca Los Ángeles frente a público en vivo y de esta manera la sitcom recibe un carácter típico de las sitcoms de los años 1990. El tráiler es - como en la sitcom The Nanny - una animación con música propia y describe el cuento de la pareja (conocerse, casarse, salir del armario, divorcio, convivencia). En esa serie - también como en The Nanny - Drescher renuncia a otro nombre que el de Drescher y aquí se llama también "Fran". La primera emisión de la serie nueva tuvo lugar el 15 de junio de 2011 a las 10:30 después de la serie Hot in Cleveland.
El 20 de julio de 2011, TV Land pidió producir una segunda temporada de Happily Divorced con 12 episodios.
Esa segunda temporada tiene lugar el 7 de marzo de 2012. TV Land anuncia la 2° segunda con el eslogan "The Laug is Back".
Al principio de febrero, TV Land proclamó las actuaciones especiales. Otra vez hay algunas caras de The Nanny, como Renée Taylor (alias Sylvia Fine), que ya tenía una apariencia especial en temporada n° 1 en 2011 como Marilyn y Ann Guilbert (alias Yetta). Además, Hollywood-beldad Morgan Fairchild actúa también.

## Episodios
| Temporada | Temporada | Episodios | emitido originalmente | emitido originalmente | Fecha DVD Publicación | Fecha DVD Publicación | Fecha DVD Publicación |
| Temporada | Temporada | Episodios | Temporada estreno     | Temporada final       | Región 1              | Región 2              | Región 4              |
| --------- | --------- | --------- | --------------------- | --------------------- | --------------------- | --------------------- | --------------------- |
|           | 1         | 10        | 15 de junio de 2011   | 17 de agosto de 2011  | 6 de marzo de 2012    | —                     | —                     |
|           | 2         | 24        | 7 de marzo de 2012    | 13 de febrero de 2013 | —                     | —                     | —                     |

### Temporada 1 (2011)
| Episodio  | Título                    | Fecha original de emisión |
| --------- | ------------------------- | ------------------------- |
| 1-01 (01) | «Pilot»                   | 15 de junio de 2011       |
| 1-02 (02) | «Pillow Talk»             | 22 de junio de 2011       |
| 1-03 (03) | «Anniversary»             | 29 de junio de 2011       |
| 1-04 (04) | «A Date with Destiny»     | 6 de julio de 2011        |
| 1-05 (05) | «Spousal Support»         | 13 de julio de 2011       |
| 1-06 (06) | «I Wanna Be Alone»        | 20 de julio de 2011       |
| 1-07 (07) | «Someone Wants Me»        | 27 de julio de 2011       |
| 1-08 (08) | «A Kiss is Just a Kiss»   | 3 de agosto de 2011       |
| 1-09 (09) | «Vegas Baby»              | 10 de agosto de 2011      |
| 1-10 (10) | «Torn Between Two Lovers» | 17 de agosto de 2011      |

### Temporada 2 (2012)
| Episodio  | Título                                  | Fecha original de emisión |
| --------- | --------------------------------------- | ------------------------- |
| 2-01 (11) | «The Reunion»                           | 7 de marzo de 2012        |
| 1-02 (12) | «Peter Comes Out Again»                 | 14 de marzo de 2012       |
| 2-03 (13) | «Daddy's Girl»                          | 21 de marzo de 2012       |
| 2-04 (14) | «The Burial Plotz»                      | 28 de marzo de 2012       |
| 2-05 (15) | «Swimmers and Losers»                   | 11 de abril de 2012       |
| 2-06 (16) | «Newman vs. Newman»                     | 18 de abril de 2012       |
| 2-07 (17) | «Adventure Man»                         | 25 de abril de 2012       |
| 2-08 (18) | «Time in a Bottle»                      | 2 de mayo de 2012         |
| 2-09 (19) | «Mother's Day»                          | 9 de mayo de 2012         |
| 2-10 (20) | «Fran-alyze This»                       | 16 de mayo de 2012        |
| 2-11 (21) | «Cesar's Wife»                          | 30 de mayo de 2012        |
| 2-12 (22) | «Two Guys, a Girl and a Pizza Place»    | 6 de junio de 2012        |
| 2-13 (23) | «Two Guys, a Girl and a Pizza Place II» | 28 de noviembre de 2012   |
| 2-14 (24) | «Meet the Parents»                      | 5 de diciembre de 2012    |
| 2-15 (25) | «The Back-Up Fran»                      | 12 de diciembre de 2012   |
| 2-16 (26) | «A Star Is Reborn»                      | 19 de diciembre de 2012   |
| 2-17 (27) | «Follow the Leader»                     | 26 de diciembre de 2012   |
| 2-18 (28) | «Love Thy Neighbor»                     | 2 de enero de 2013        |
| 2-19 (29) | «The Biggest Chill»                     | 9 de enero de 2013        |
| 2-20 (30) | «Peter's Boyfriend»                     | 16 de enero de 2013       |
| 2-21 (31) | «I Object»                              | 23 de enero de 2013       |
| 2-22 (32) | «Happily Divorced... With Children»     | 30 de enero de 2013       |
| 2-23 (33) | «Sleeping With the Enemy»               | 6 de febrero de 2013      |
| 2-24 (34) | «For Better or For Worse»               | 13 de febrero de 2013     |

## Recepción
Ya delante del estreno, había mucho excitación en los Estados Unidos, porque con The Nanny Drescher creó uno de los formares taquilleros de los años 1990. El primer episodio de Happily Divorced fue un éxito también: un público de en total 4,4 millones vieron el comienzo de la serie en la cadena pequeña y esa cuota es cuatro veces más grande que la cuota media de TV Land. Happily Divorced aportó mucho para hacer el 15 de junio de 2011 el segundo más exitoso día de TV Land.
Las recepciones son mezcladas. David Hinckley escribe para los New York Daily News, que "va a desarrollar un cuento muy interesante, aunque había muchos chistes cortos, lo que es insólito para un episodio piloto." Brian Lowry de la Variety encuentra la serie como "lleno de demasiados prejuicios maricones, pero obligatorio para fans de Drescher." La recensión de Mark A. Perigards para el Boston Herald es muy empático; dice que "TV Land, como una cadena joven y pequeña, finalmente ha encontrado el formato perfecto con Happily Divorced a lado del éxito de Hot in Cleveland."

## Emisión internacional
Endemol vendió Happily Divorced a muchos países. El show ya ha sido vendido de SBS en los Países Bajos, SABC en África del Sur, Shaw TV en Canadá, MTV en Hispanoamérica y TVNZ en Nueva Zelanda. Se proclamará acuerdos similares con una empresa alemán alemán para Happily Divorced dentro de poco. Negociaciones avanzadas están de camino en India, Polonia y Suecia.